# Nazionale femminile di pallacanestro della Serbia e del Montenegro
La nazionale di pallacanestro femminile della Serbia e di Montenegro, conosciuta anche come nazionale di pallacanestro femminile della Repubblica Federale di Jugoslavia, selezione delle migliori giocatrici di pallacanestro di nazionalità serbo-montenegrina, ha rappresentato la Serbia e Montenegro nelle competizioni internazionali di pallacanestro femminile organizzate dalla FIBA, nell'arco di tempo che va dal 1992 al 2006, anno di scioglimento della Federazione cestistica di Serbia e Montenegro.

## Storia
Nel periodo dal 1991 al 2006, in seguito alla dissoluzione della vecchia Repubblica Federale di Jugoslavia, e le conseguenti guerre jugoslave, ha partecipato alle competizioni internazionali come Nazionale della Confederazione di Serbia e Montenegro, con due denominazioni diverse:
- periodo 1992-2003, sempre con il nome di "Nazionale femminile della Repubblica Federale di Jugoslavia"
- periodo 2003-2006, con il nome di "Nazionale femminile della Serbia e del Montenegro"

Nell'estate del 2006, con l'indipendenza ottenuta dal Montenegro, la Serbia è divenuta stato a sé, la Confederazione si è sciolta, e di conseguenza la sua nazionale sportiva, dalla quale hanno avuto origine i due nuovi team nazionali:
- Serbia
- Montenegro

## Piazzamenti
Mondiali
- 2002 - 12°

Europei
- 1995 - 9°
- 1997 - 8°
- 1999 - 7°
- 2001 - 7°
- 2003 - 8°
- 2005 - 9°

Giochi del Mediterraneo
- 2001 - 7°

## Formazioni

### Mondiali
Campionato mondiale femminile di pallacanestro 20024 Bogojević, 5 Joković, 6 Škerović, 7 Mandić, 8 Veselovski, 9 Stanković, 10 Radunović, 11 Bjelica, 12 Drljača, 13 Vilipić, 14 Anđelić, 15 Matić,        All. Miroslav Popov

### Europei
Campionato europeo femminile di pallacanestro 19954 Bogojević, 5 Ilić, 6 Sekulić, 8 Ćosić, 9 Vilipić, 10 Hadžić, 11 Bjedov, 12 Momirov, 13 Gostiljac, 14 Arbutina, 15 Mirković,        All. Dragomir Bukvić
Campionato europeo femminile di pallacanestro 19974 Bogojević, 5 D. Ilić, 6 Jovanović, 7 Mandić, 8 Tuvić, 9 Nedović, 10 Mirković, 11 Vilipić, 12 S. Ilić, 13 Gostiljac, 14 Vesel, 15 Lazić,        All. Slobodan Lukić
Campionato europeo femminile di pallacanestro 19994 Bogojević, 5 Lazić, 6 Đelmiš, 7 Mandić, 8 Mirković, 9 Nedović, 10 Grubin, 11 Bjedov, 12 Bjelica, 13 Tuvić, 14 Vilipić, 15 Vuković,        All. Miodrag Vesković
Campionato europeo femminile di pallacanestro 20014 Joković, 5 Đelmiš, 6 Žakula, 7 Mandić, 8 Veselovski, 9 Stanković, 10 Radunović, 11 Bjelica, 12 Drljača, 13 Tuvić, 14 Anđelić, 15 Vuković,        All. Miroslav Popov
Campionato europeo femminile di pallacanestro 20034 Bogojević, 5 Manić, 6 Stanković, 7 Mandić, 8 Bjelica, 9 Grubin, 10 Radunović, 11 Matović, 12 Drljača, 13 Tuvić, 14 Joković, 15 Vilipić,        All. Miodrag Vesković
Campionato europeo femminile di pallacanestro 20054 Škerović, 5 Dabović, 6 Matović, 7 Manić, 8 Veselovski, 9 Stanković, 10 Joković, 11 Matić, 12 Perovanović, 13 Ajanović, 14 Vujović, 15 Kovačević,        All. Zoran Kovačić